# Hyperson
Les hypersons sont des ondes sonores ayant une fréquence supérieure au GHz. Typiquement ce sont les excitations spontanées qui existent dans un milieu (liquide, solide ou gaz) dues à l'agitation thermique, que l'on peut étudier par exemple en diffusion Brillouin de la lumière. 

La technique acoustique picoseconde permet de générer un paquet d'ondes acoustiques possédant des composantes hypersonores.